# Criquetot-sur-Ouville
Criquetot-sur-Ouville település Franciaországban, Seine-Maritime megyében. Lakosainak száma 803 fő (2022. január 1.). Criquetot-sur-Ouville Amfreville-les-Champs, Grémonville, Motteville, Ouville-l’Abbaye, Saint-Martin-aux-Arbres és Yerville községekkel határos.

## Népesség
A település népességének változása:
| Lakosok száma | 780  | 818  | 832  | 811  | 808  | 802  | 794  | 788  | 803  |
|               | 2013 | 2015 | 2016 | 2017 | 2018 | 2019 | 2020 | 2021 | 2022 |